# Villanova del Battista
Villanova del Battista è un comune italiano di 1 449 abitanti della provincia di Avellino in Campania.

## Geografia fisica

### Territorio
Il comune è situato nella parte nord-orientale dell’Irpinia, non lontano dal confine con la Puglia, in una posizione baricentrica tra i mari Tirreno e Adriatico. Il territorio comunale ha un'estensione di 20,03 km² e si estende tra il torrente Fiumarella, affluente dell'Ufita, e la linea spartiacque appenninica percorsa da un'antica via della transumanza: il regio tratturo Pescasseroli-Candela, un largo sentiero erboso originatosi con il passaggio di uomini e animali da pascolo, configurandosi come una testimonianza della tradizione pastorale secolare che ha segnato profondamente il paesaggio e la cultura della regione.
Il territorio si caratterizza per la sua conformazione prevalentemente montuosa, motivo per cui  fa parte della comunità montana dell'Ufita. Al suo interno sono presenti boschi misti di conifere e latifoglie, varie sorgenti, tra cui sono da annoverare la Fontana dei Salici,  la Fontana del Signore, la Fontana della Pila, la sorgente solfureo-ferruginosa in località Macchia di Faratro.
Il centro urbano è ubicato su tre colli: San Nicola, Costa delle Rose e Spina Taverna. Ha un'altitudine di 742 m s.l.m., in posizione dominante sulla valle dell'Ufita, su un picco che domina la vallata dove scorre il torrente Fiumarella.

### Clima
Villanova del Battista presenta un clima tipico delle aree interne campane, temperato fresco, con  precipitazioni moderate durante l'anno,  con una tendenza alla siccità estiva e precipitazioni frequenti nei mesi invernali. Le temperature sono mediamente miti e si attestano intorno ai 3 °C nel mese di gennaio e  21°C nel mese di agosto. La sua posizione elevata e l'entroterra contribuiscono a una marcata escursione termica stagionale. La stazione meteorologica di Ariano Irpino, situata a breve distanza e ad analoga altitudine, costituisce il riferimento.  

## Storia
L'origine del centro urbano è incerta. 
La presenza, nel territorio, di numerose grotte naturali suggerisce che, fin dall'epoca preistorica, la zona fosse abitata da gruppi nomadi dediti alla raccolta e alla caccia. 
Si suppone che il nucleo più antico dell'abitato, tradizionalmente denominato Paese Vecchio e localizzato sul colle San Nicola, abbia avuto origine nel corso del Medioevo, con l'intento di offrire rifugio e protezione alla popolazione dalle frequenti incursioni barbariche, che si sviluppavano a valle lungo le storiche vie di comunicazione romane.
Secondo un documento del XIII secolo la prima denominazione attestabile del comune è Pulcarino (deformazione di bulgarinus, a sua volta derivante da Bulgari, termine indicante le popolazioni slave meridionali), con possibile riferimento ai proto-bulgari guidati dal condottiero avaro Alzeco nel VI secolo.
Appartenuta nel Quattrocento alla Baronia di Vico, passò poi al Ducato di Ariano. Abitata originariamente da Schiavoni, ancora nel 1591 manteneva la denominazione di Polcarino de' Schiavoni. È inoltre certo che ancora nel Cinquecento gran parte della popolazione parlasse unicamente la lingua slava, tanto che nel 1584 venne presentata un'istanza formale alla diocesi di Ariano al fine di ottenere l'assegnazione di un arciprete madrelingua slavo.
Il nome Villanova (città nuova), comparve nel Seicento.  Con il regio decreto del 26 ottobre 1862, n. 936 verrà aggiunto del Battista in onore del santo patrono del paese, san Giovanni Battista. 
Il comune è stato più volte devastato dai terremoti nel corso della sua storia (1694, 1732, 1930, 1962, 1980);
Dopo il terremoto del 1930, che distrusse il centro urbano e causò diverse vittime e feriti, il centro urbano venne esteso con la costruzione dei rioni Ariella e  Taverna. 
Successivamente, il 10 settembre 1943, durante la seconda guerra mondiale,  subì un bombardamento aereo con conseguente devastazione e perdita di vite umane.

### Simboli
Lo stemma e il gonfalone sono stati concessi con decreto del presidente della Repubblica del 2 ottobre 1989.
Il gonfalone è un drappo di bianco.

## Monumenti e luoghi d'interesse
La chiesa madre di Santa Maria Assunta è stata ricostruita dopo i terremoti del 1930 e del 1980; custodisce alcuni dipinti del Seicento (attribuiti alla scuola pittorica di Luca Giordano) rappresentanti due scene della Via Crucis: la Caduta e la Deposizione dalla Croce. Con molta probabilità facevano parte di una collezione completa, ma di questo elemento non si hanno certezze, così come è ignoto l'anno in cui furono donate alla parrocchia.
All'interno è possibile ammirare un bassorilievo raffigurante i quattro Evangelisti, opera donata dagli amici di Miramont-de-Guyenne, comune gemellato con Villanova, e un quadro raffigurante il battesimo ricevuto da Gesù da Giovanni Battista ad opera del pittore locale Franco De Rosa.
Chiesa di San Pio e Madonna della Neve in contrada Piani costruita nel 2002 ed inaugurata il 31 maggio del 2003. 
Fra le architetture civili e i monumenti sono da annoverare: la fontana in pietra faccia a vista con abbeveratoio al Corso Vittorio Emanule III,    l'antico ex-municipio e il palazzo Ciccone al Corso Francesco Iorizzi, i palazzi Iorizzo al Corso Vittorio Emanuele III e via Libertà, il monumento ai caduti nell'incrocio tra via Pozzo e Corso Vittorio Emanuele III, la torretta dell'ECA in via Parzanese.

## Società

### Evoluzione demografica
Abitanti censiti

### Tradizioni e folclore

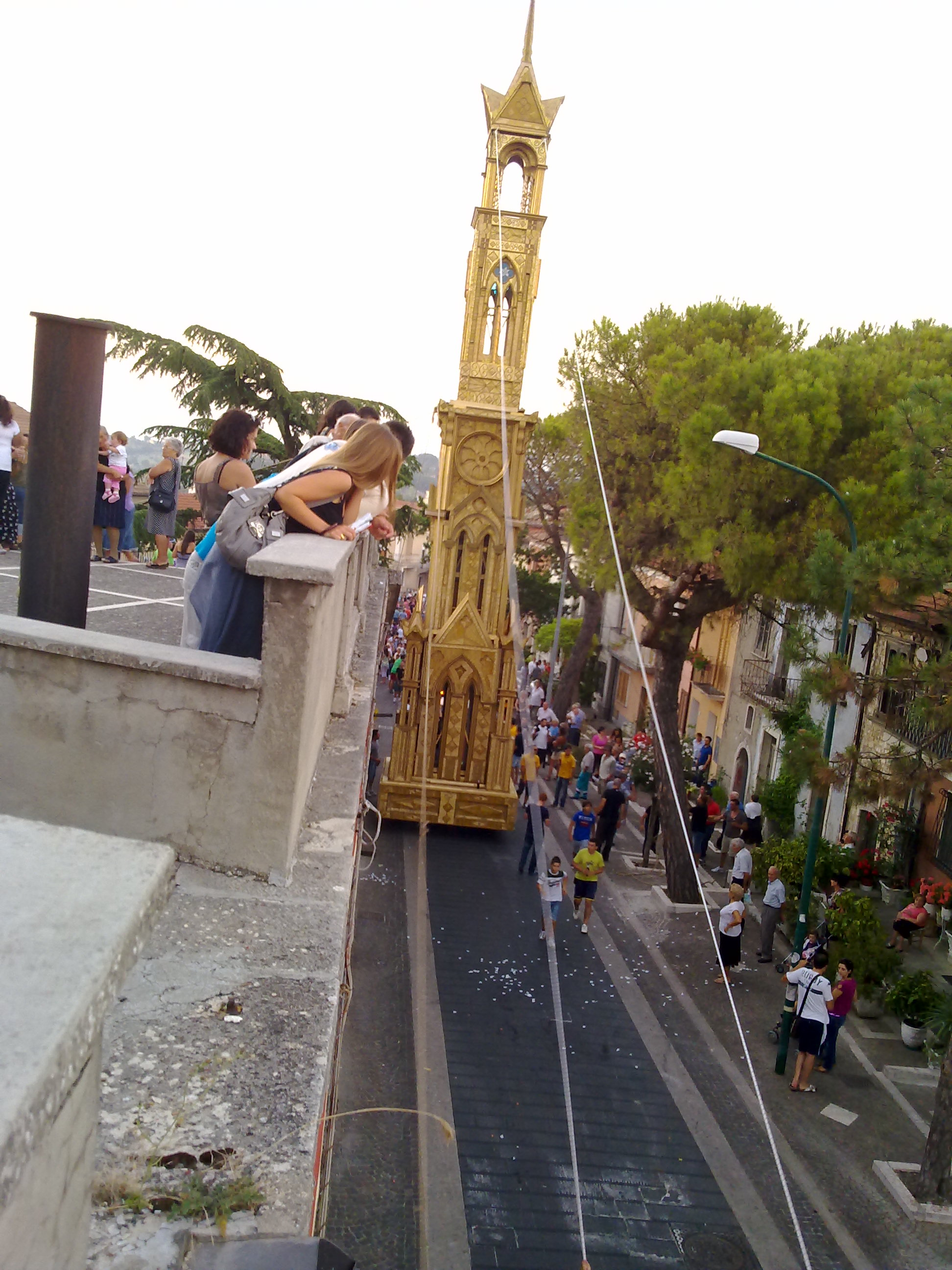
Il tiro del giglio

Tra gli eventi caratteristici va annoverata la tradizione del tiro del Giglio, che si svolge annualmente il 27 agosto e che consiste nel trascinamento mediante funi e con l'aiuto di un trattore, dal luogo di costruzione fino in piazza, un caratteristico obelisco eretto in onore del santo patrono San Giovanni Battista. Alto 27 metri, è decorato con paglia intrecciata e grano. La tradizione riporta che prima del 1930 venivano realizzati due obelischi: uno con "gràlito" (avena selvatica) alto 25 metri circa e a 9 livelli e un altro più piccolo realizzato con il grano. La tradizione venne interrotta nel 1930 dopo il terremoto del 23 luglio 1930. Successivamente venne ripresa nel 1986 per iniziativa di alcuni villanovesi e per volontà dell'allora amministrazione comunale.

### Religione
Il territorio è interamente compreso nella forania di Ariano della diocesi di Ariano Irpino-Lacedonia. Sono presenti anche altre comunità religiose.

#### Tradizioni: Cammini e pellegrinaggi
Sono da annoverare i seguenti tradizionali pellegrinaggi a piedi:
La domenica che segue l'ultimo sabato di aprile, il pellegrinaggio al Convento San Francesco di Zungoli in onore della Madonna dell'Incoronata, un percorso di 9 km;
Nel mese di maggio, con partenza l'ultimo o il penultimo venerdì che precede l'ultima o la penultima domenica di maggio, il pellegrinaggio al Santuario della Madonna dell'Incoronata di Foggia, un percorso di 63 km;
Il 16 agosto, il pellegrinaggio verso la Chiesa madre di Santa Maria Assunta  e San Nicola a Flumeri, in onore di San Rocco, un percorso di 6 km. 

## Cultura
La biblioteca comunale, 
il museo privato degli antichi mestieri presso Palazzo Ciccone,
Il museo della civiltà contadina, 
il museo multimediale della transumanza.

## Economia
Il comparto agro-alimentare costituisce il settore trainante dell'economia locale. In particolare il territorio si caratterizza per la coltivazione di olive e la produzione dell'olio DOP extravergine "Irpinia - Colline dell'Ufita".

## Infrastrutture e trasporti
Il territorio è attraversato dalla Strada Provinciale 11 che collega la ex SS 91 (Tre Torri) al centro di Villanova del Battista e prosegue fino alla SP 10, con una lunghezza complessiva di circa 14,8 km. Consente i collegamenti con i comuni limitrofi di Ariano Irpino, Flumeri e Zungoli, con il casello di Grottaminarda sull'autostrada A16 e con la stazione di Ariano Irpino sulla ferrovia Roma-Bari.

## Amministrazione

### Altre informazioni amministrative
Il comune fa parte della Comunità montana dell'Ufita.